# Le Roccabella
Le Roccabella är ett höghus som ligger på 24 Avenue Princesse Grace i distriktet Larvotto i Monaco. Den är på delad åttonde plats tillsammans med Le Simona över furstendömets högsta byggnader med sina 90 meter och 29 våningar.
Byggnaden uppfördes 1982 av JB Pastor & Fils och ägs av Groupe Pastor.